# San José el Cuartel
San José el Cuartel är en ort i Mexiko.   Den ligger i kommunen Tenancingo och delstaten Mexiko, i den sydöstra delen av landet, 70 km sydväst om huvudstaden Mexico City. San José el Cuartel ligger 2 037 meter över havet och antalet invånare är 4 855.
Terrängen runt San José el Cuartel är huvudsakligen kuperad, men den allra närmaste omgivningen är platt. Runt San José el Cuartel är det tätbefolkat, med 550 invånare per kvadratkilometer. Närmaste större samhälle är Tenango de Arista, 16,1 km norr om San José el Cuartel. Omgivningarna runt San José el Cuartel är en mosaik av jordbruksmark och naturlig växtlighet.